# Izba Pamięci Oddziału Regionalnego PKP PLK SA w Poznaniu
Izba Pamięci Oddziału Regionalnego PKP PLK SA – placówka muzealna poświęcona historii kolei w Wielkopolsce, zlokalizowana w Poznaniu, w budynku dyrekcji kolei przy Alei Niepodległości 8 (Dzielnica Cesarska). 
Izba została utworzona w październiku 1986  z inicjatywy Zbigniewa Pajdaka, ówczesnego dyrektora Zachodniej Dyrekcji Okręgowej Kolei Państwowej (ZDOKP). W 1990 ekspozycja została udostępniona turystom. Wstęp jest wolny. 